# 재퀴 램비 네트워크
재퀴 램비 네트워크(Jacqui Lambie Network, JLN)는 오스트레일리아의 여자 정치인 재퀴 램비(Jacqui Lambie)가 만든 정당으로 태즈메이니아주 연방상원의원 1석(재퀴 램비 본인)을 보유중이다.